# Александрийски мускат
Александрийски мускат е бял десертен и винен къснозреещ сорт грозде. За негова родина се счита Египет.
Познат е и с имената: Пане мюске, Москателон, Цибибо, Саламана, Москател де Малага и др.
Разпространен е във Франция, Испания, Италия, Гърция, Тунис и в други лозарски страни.
Гроздът е средно голям до голям, коничен, разклонен, силно рехав. Зърната са средно големи до големи, кръгли и овални, жълто-зелени, при пълна зрялост – жълти, матови с кафяв загар. Кожицата е плътна. Вътрешността е месеста и сочна. Има хармоничен вкус и приятен мискетов аромат.
Гроздето е устойчиво на транспорт и съхранение. Освен за пряка консумация се използва за производство на гроздов сок, компоти и стафиди.